# 銀山まち回廊

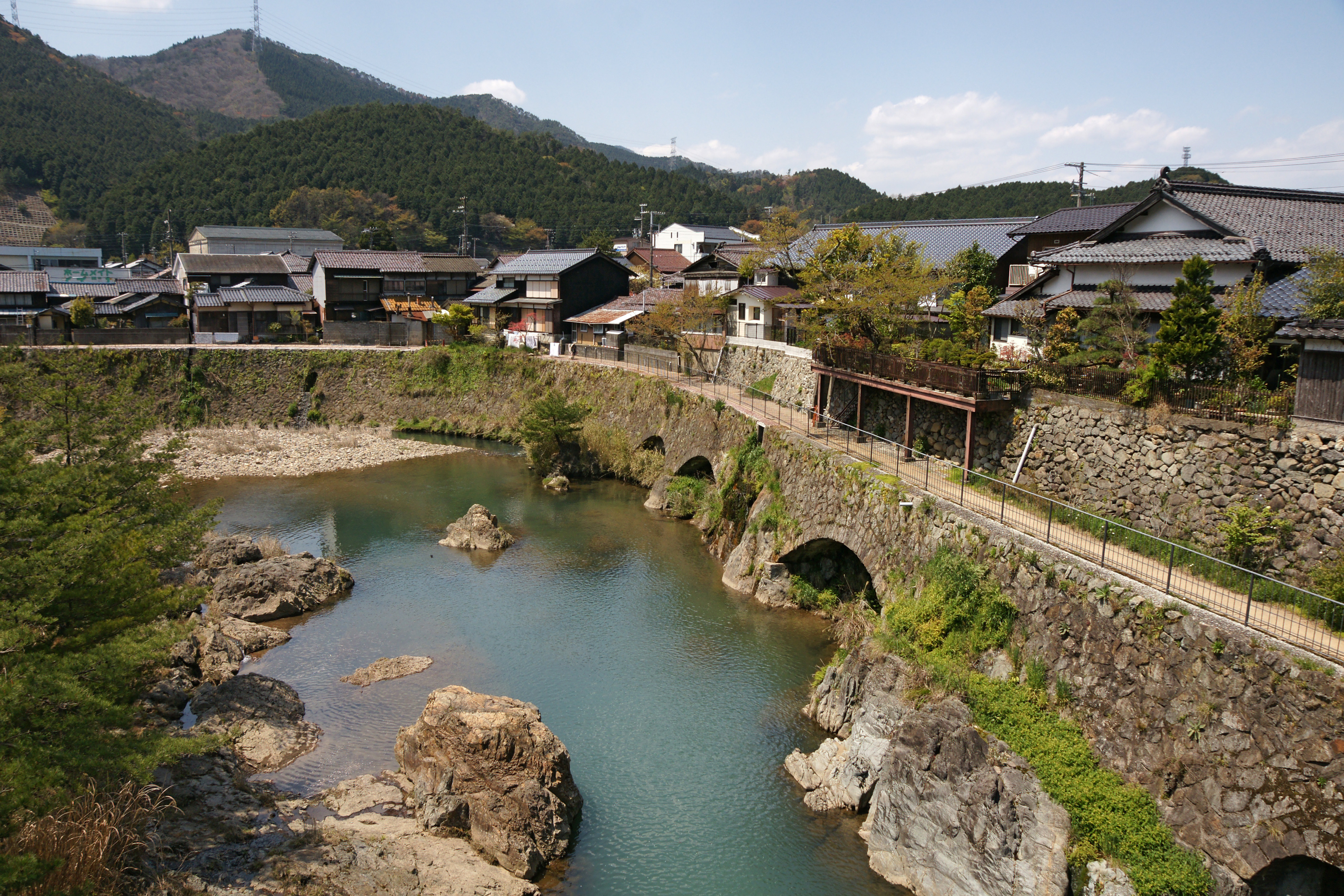
口銀谷の町並みとトロッコ軌道跡

銀山まち回廊（ぎんざんまちかいろう）は、兵庫県朝来市生野町口銀谷（くちがなや）の景観形成地区。
2014年（平成26年）には「生野鉱山及び鉱山町の文化的景観」の一部として国の重要文化的景観に選定された。

## 特色

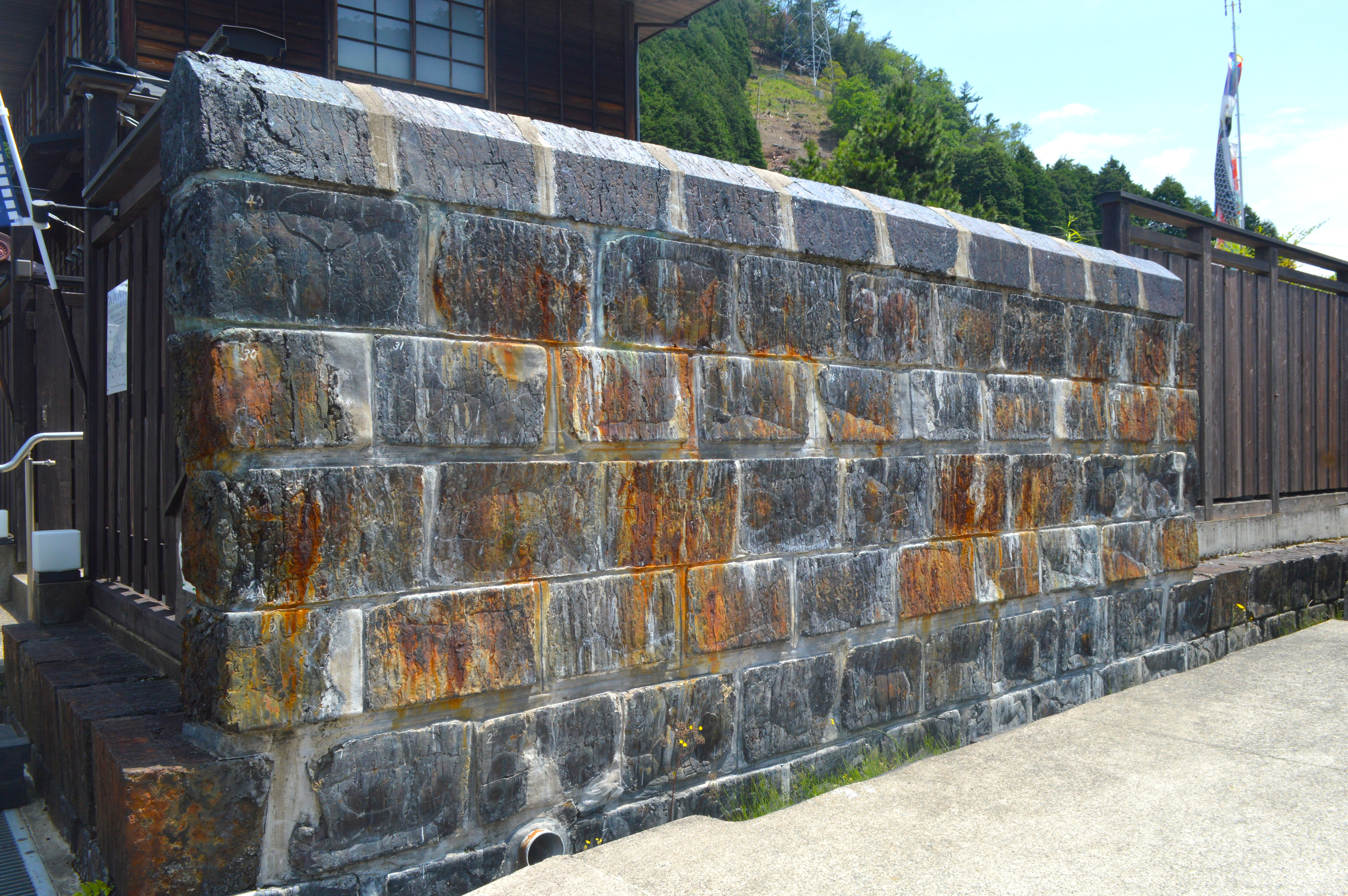
カラミ石の塀

### 口銀谷の歴史
生野町の西部にある口銀谷は但馬街道（生野街道）の要所であり、生野銀山の鉱山町として発展した。慶長5年（1600年）には幕府領となり、生野代官所が設置されたほか、南には播磨口番所、北には但馬口番所が置かれた。享保15年（1730年）の銀山宗門改帳によると、同年には戸数185戸、人口1215人を有していた。元文3年（1738年）に生野銀山で起こった銀山一揆の際には、姫路藩や出石藩から鎮圧の手勢が集まり、口銀谷の寺院を旅宿とした。
天保12年（1841年）には生野代官の大草太郎左衛門が出石藩から儒者の桜井東門を招き、学問所として尊性堂を開校した。弘化3年（1846年）には麗沢館に改称、慶応4年（1868年）には明徳館に改称し、生野学問所とも称された。
鉱山町独特の近代以前の建造物を多く残している。1998年（平成10年）に兵庫県の景観形成地区に指定され、2014年（平成26年）には口銀谷の鉱山町の景観を含む「生野鉱山及び鉱山町の文化的景観」が重要文化的景観に選定された。2017年（平成29年）、生野鉱山町を含む「銀の馬車道 鉱石の道」が日本遺産に選定された。
近世および近代の町家、近代の西洋館、製錬時のカスを固めた鉱滓のカラミ石を用いた塀や水路、市川沿いのトロッコ軌道跡などを観ることができる。

## 名所・旧跡・観光スポット
名所・旧跡
- 姫宮神社 - 郷社。
- 山神社
- 金蔵寺 - 真宗本願寺派の寺院。梵鐘は但馬地方に現存する最古の銅鐘であり[2]、兵庫県指定文化財。
- 西福寺 - 浄土宗西山禅林寺派の寺院。
- 来迎寺 - 浄土宗西山禅林寺派の寺院。
- 東西寺 - 浄土宗の寺院。
- 教徳寺 - 真宗大谷派の寺院。
- 禅操寺 - 臨済宗妙心寺派の寺院。
- 長源寺 - 臨済宗妙心寺派の寺院。
- 妙詮寺 - 日蓮宗の寺院。
- 本行寺 - 日蓮宗の寺院。
- 生野義挙碑 - 生野代官所跡。

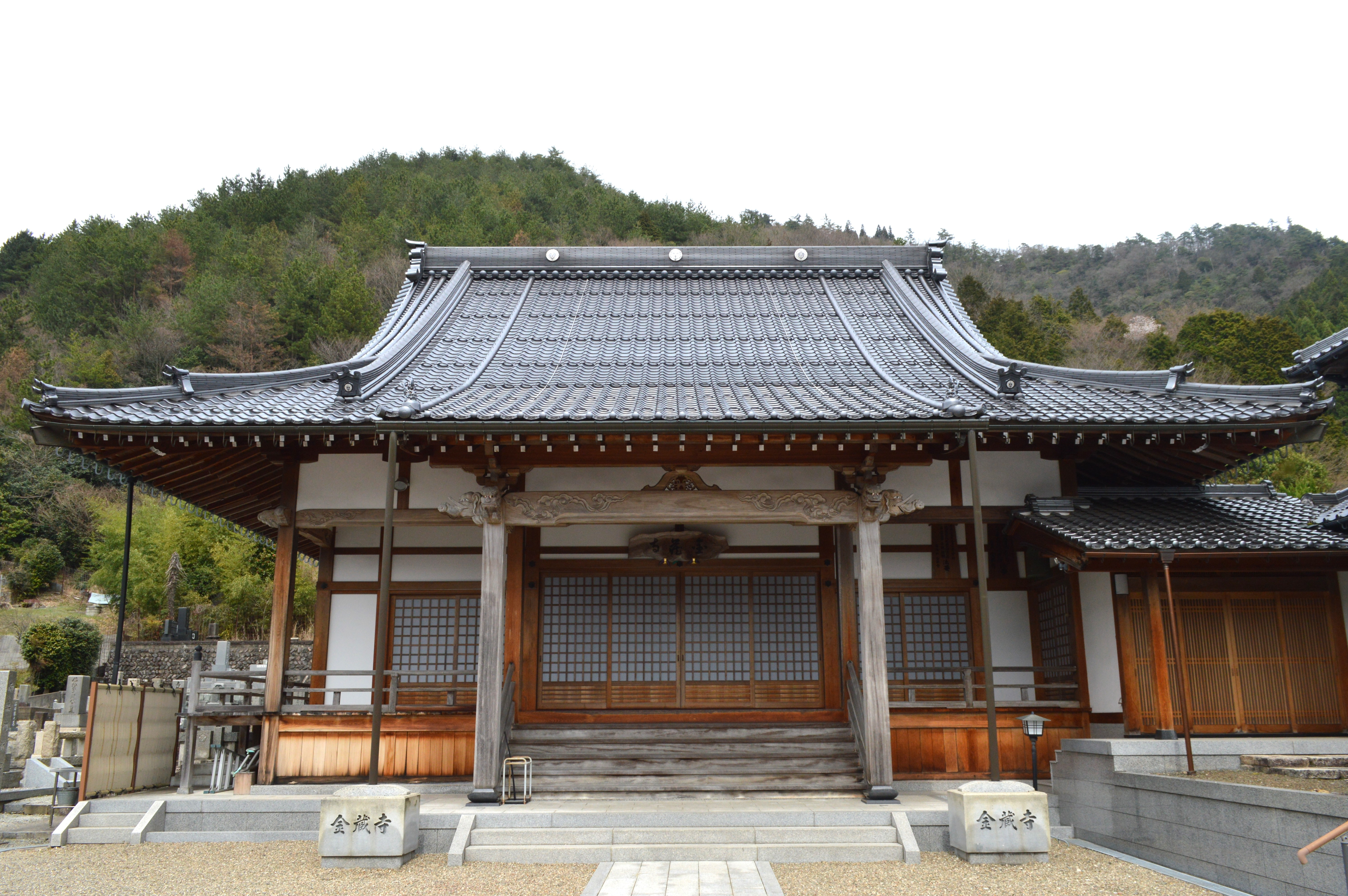
金蔵寺
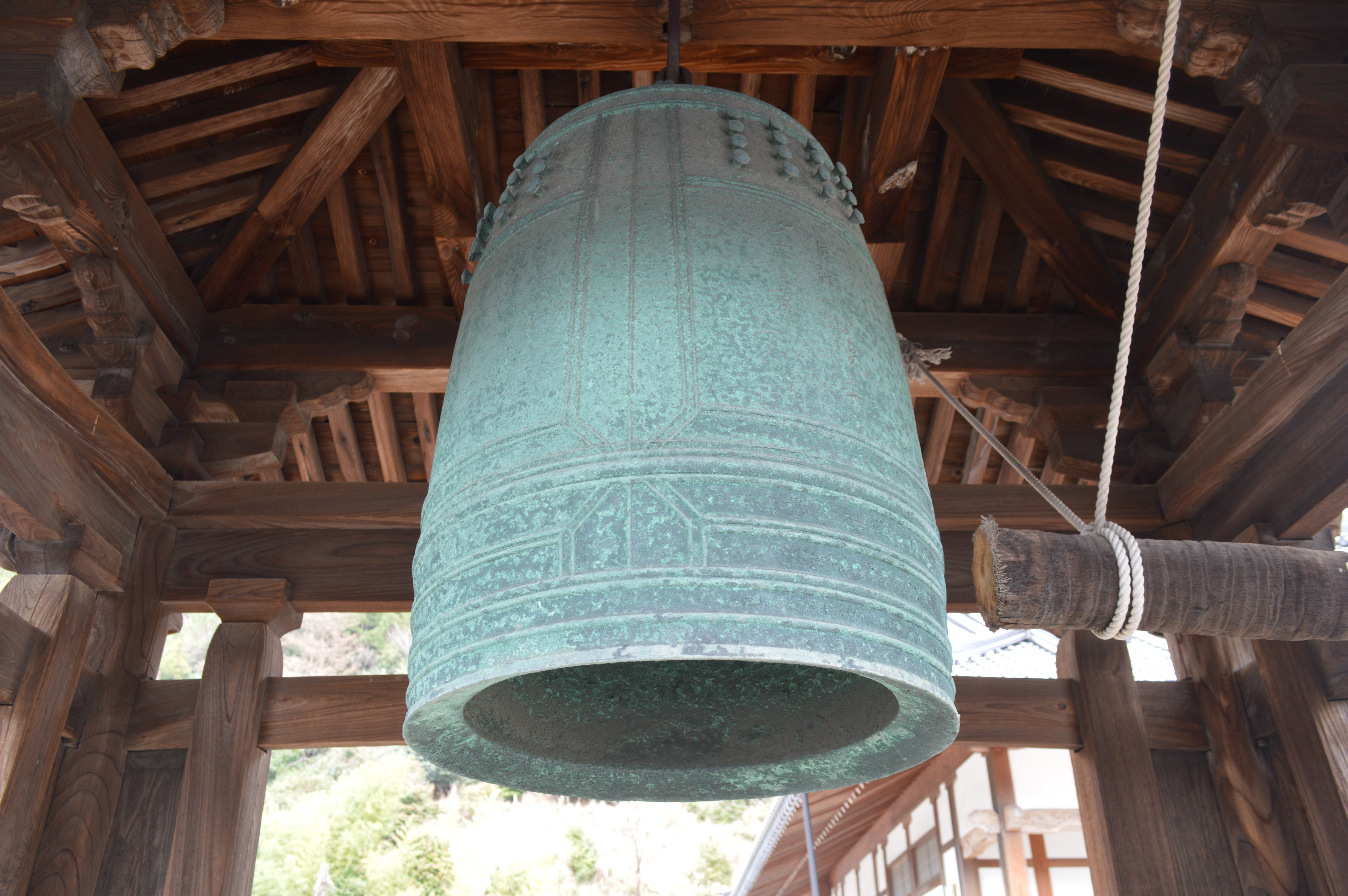
金蔵寺梵鐘
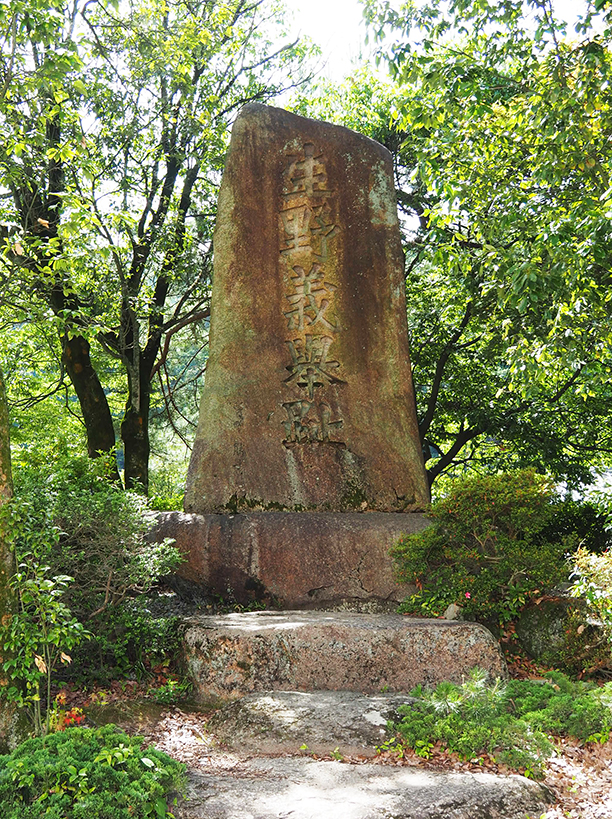
生野義挙碑

近現代の史跡

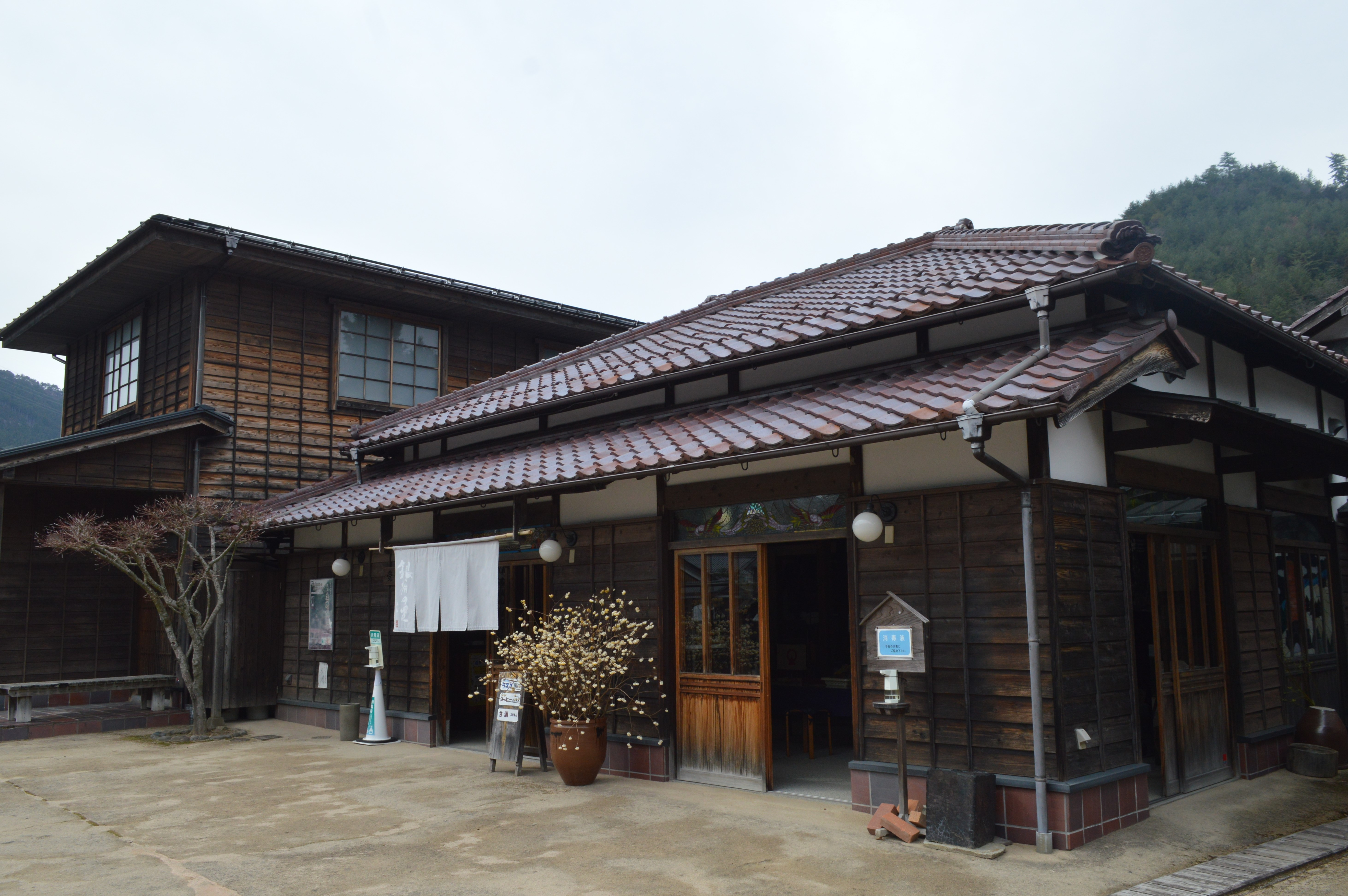
旧生野鉱山職員宿舎

- 生野まちづくり工房井筒屋 - 天保3年（1832年）竣工の郷宿である旧吉川家住宅を用いた工房。登録有形文化財。
- 旧生野鉱山職員宿舎（甲社宅）- 1876年（明治9年）に竣工した現存日本最古の社宅。俳優の志村喬の出生地。朝来市指定文化財。
- 旧生野警察署 - 1886年（明治19年）竣工の擬洋風建築。1914年（大正3年）まで警察署として用いられた。朝来市指定文化財。
- 生野書院（生野史料館） - 大正時代に竣工した材木商の邸宅を改修した郷土資料館。
- 今井家住宅 - 江戸時代後期竣工の町家[3]。国の登録有形文化財。
- 佐藤家住宅別邸 - 江戸時代後期竣工の町家[4]。登録有形文化財。
- 石川醤油店 - 大正時代竣工の庄屋邸を改修した醤油店。
- 旧松一商店（松本邸） - 明治時代後期に竣工し、大正時代に増築された。登録有形文化財。
- 旧日下旅館 - 1910年（明治43年）竣工の旅館[5]。国の登録有形文化財。
- 桑田家住宅 - 江戸時代後期竣工の町家[6]。登録有形文化財。
- 綾部家住宅 - 江戸時代後期竣工の町家[7]。登録有形文化財。
- SUMCO生野クラブ - 1886年（明治19年）竣工の建築物。大山師の邸宅として建てられ、後に三菱の迎賓館として用いられた。
- トロッコ軌道跡 - 市川沿いに延びる線路跡。

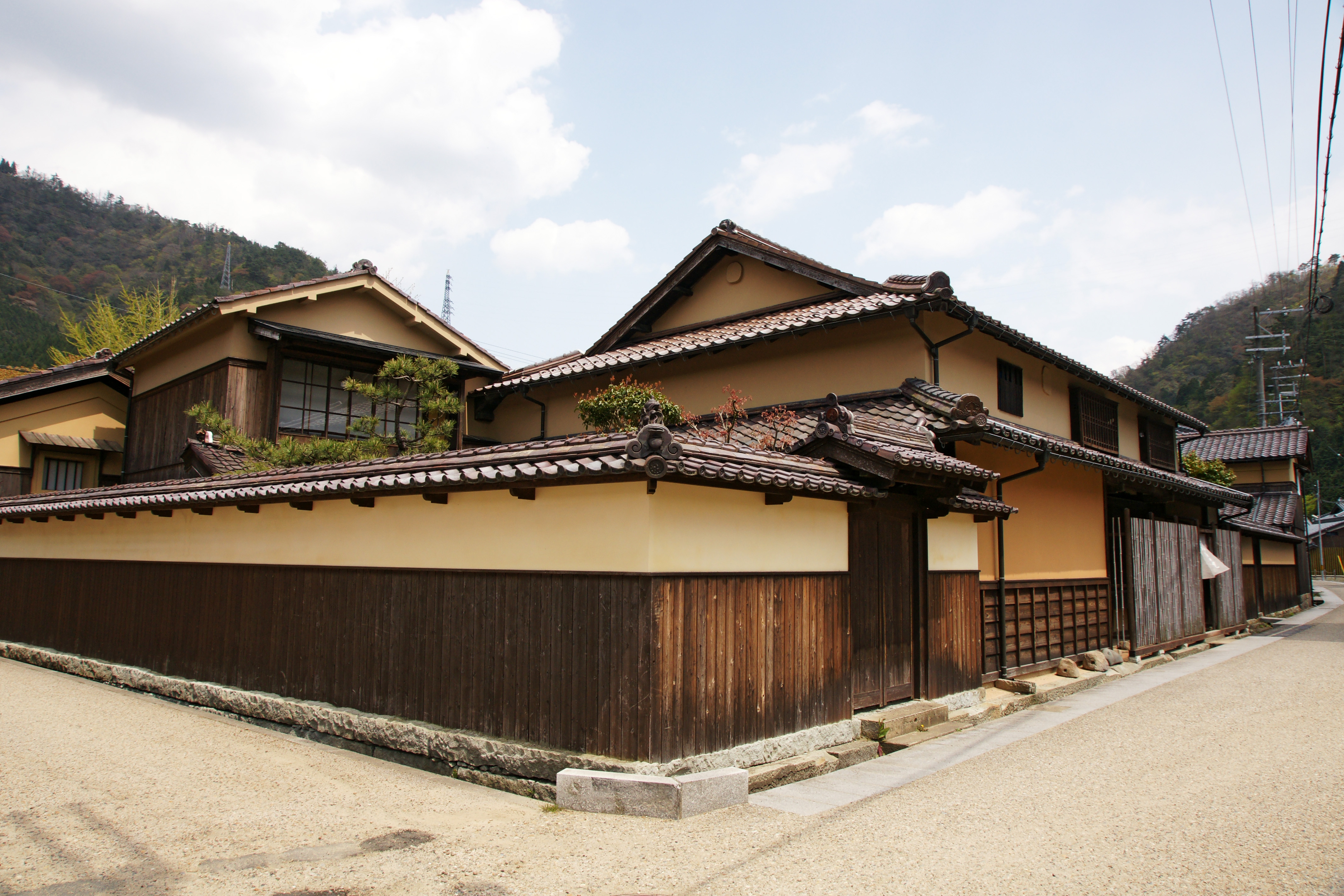
生野まちづくり工房井筒屋
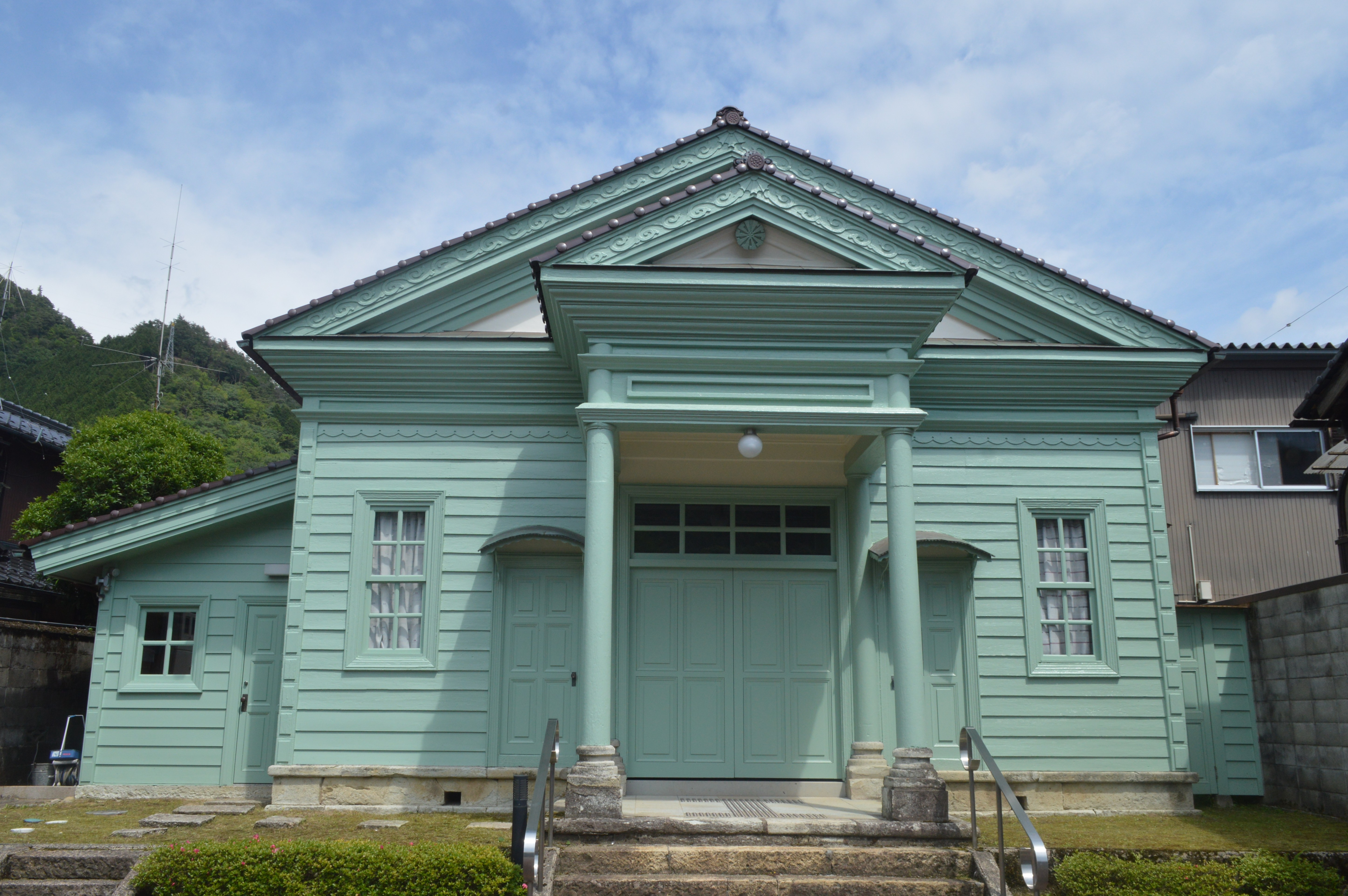
旧生野警察署
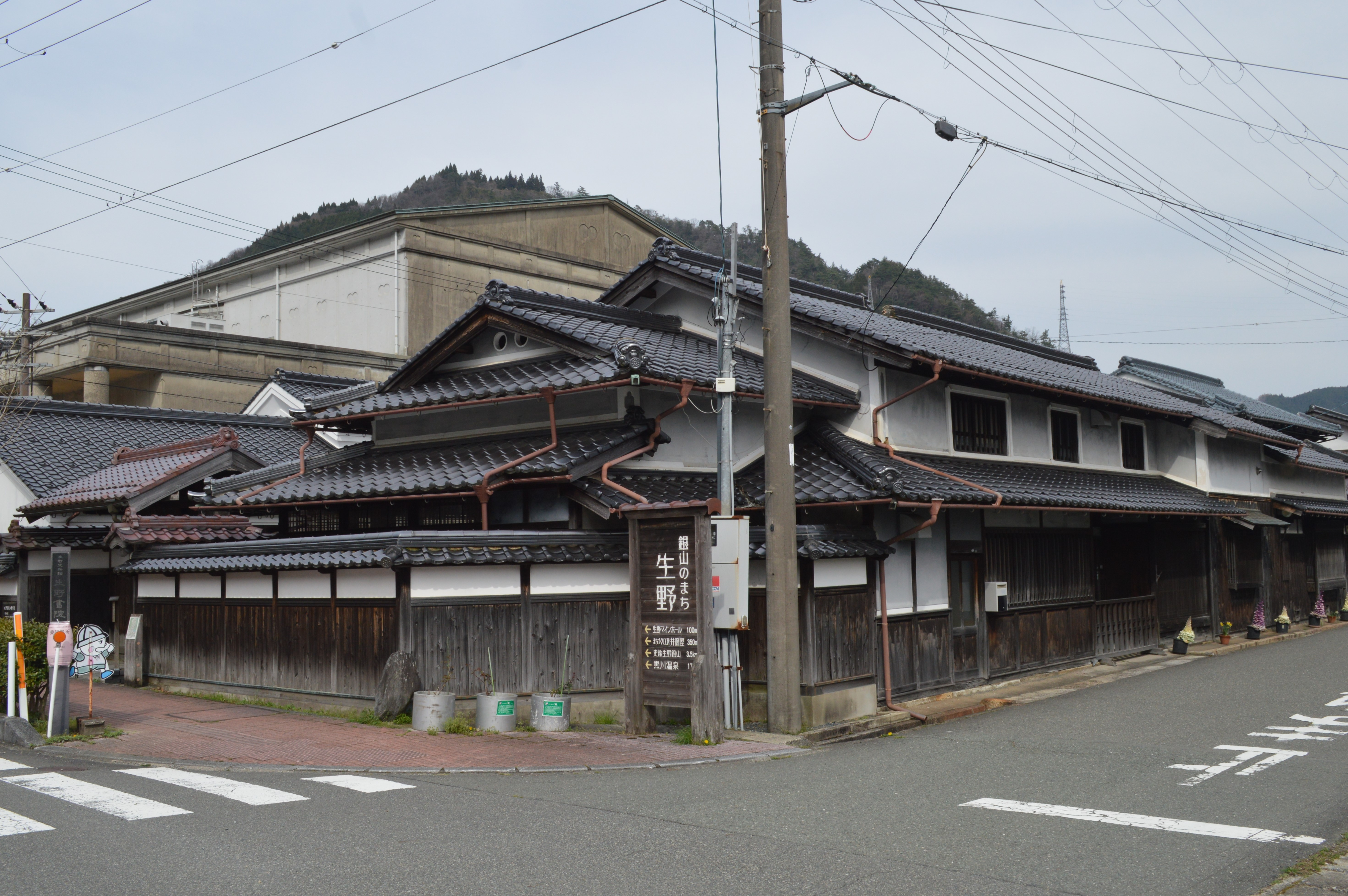
生野書院
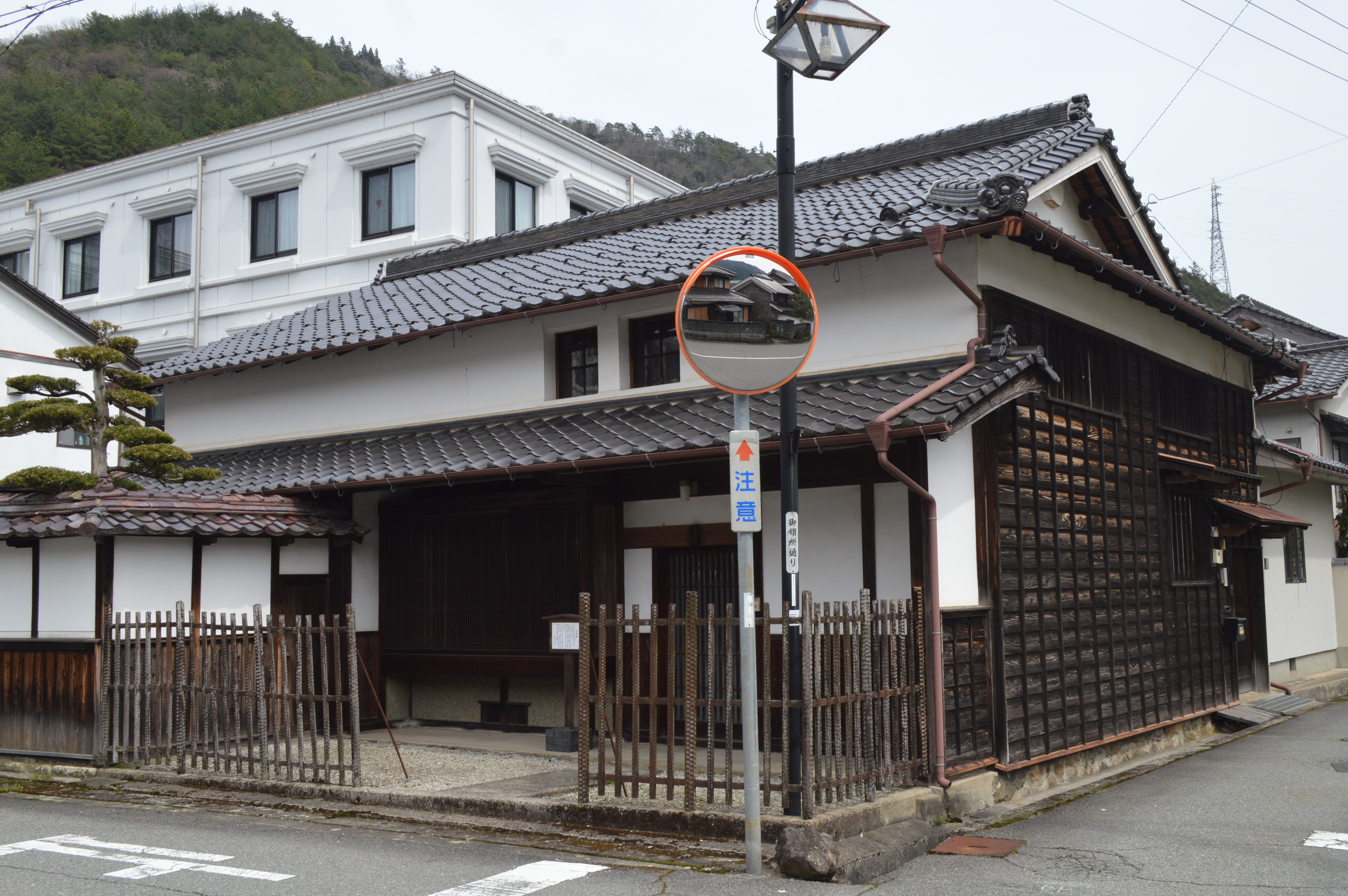
今井家住宅
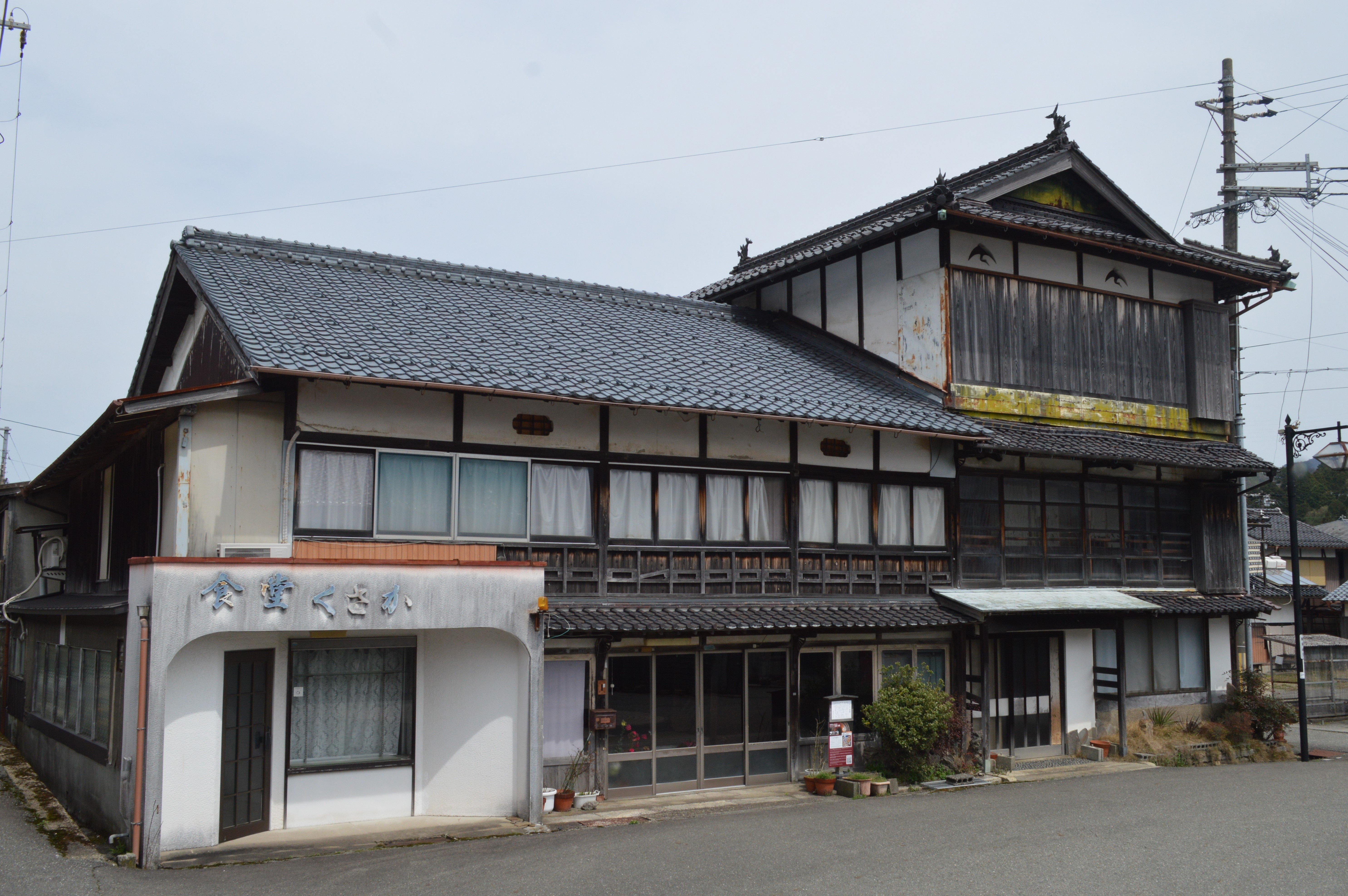
旧日下旅館
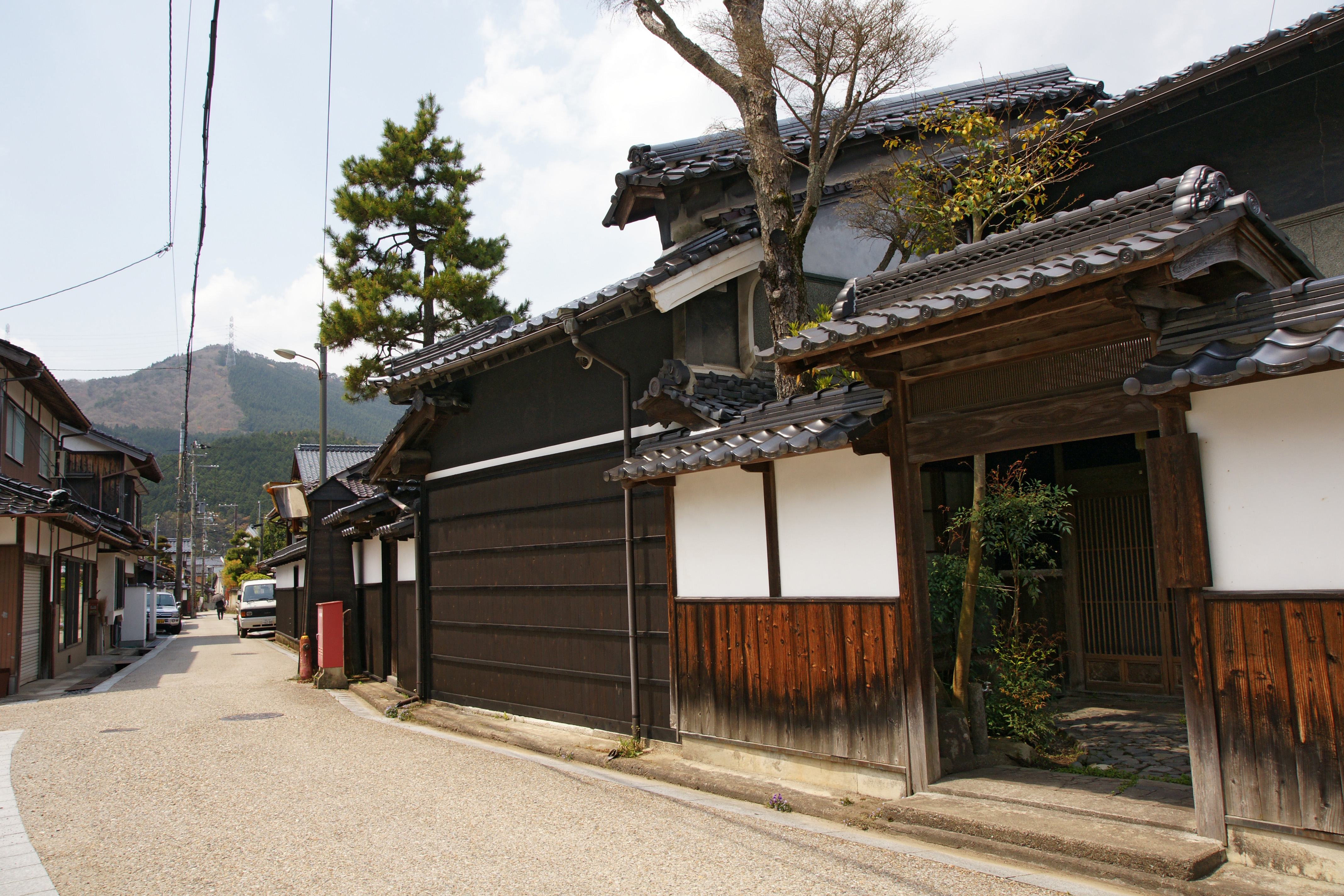
SUMCO生野クラブ

施設
- 但陽信用金庫会館 - 但陽会館と但陽美術館からなる施設。
- 生野マインホール - 多目的ホール。

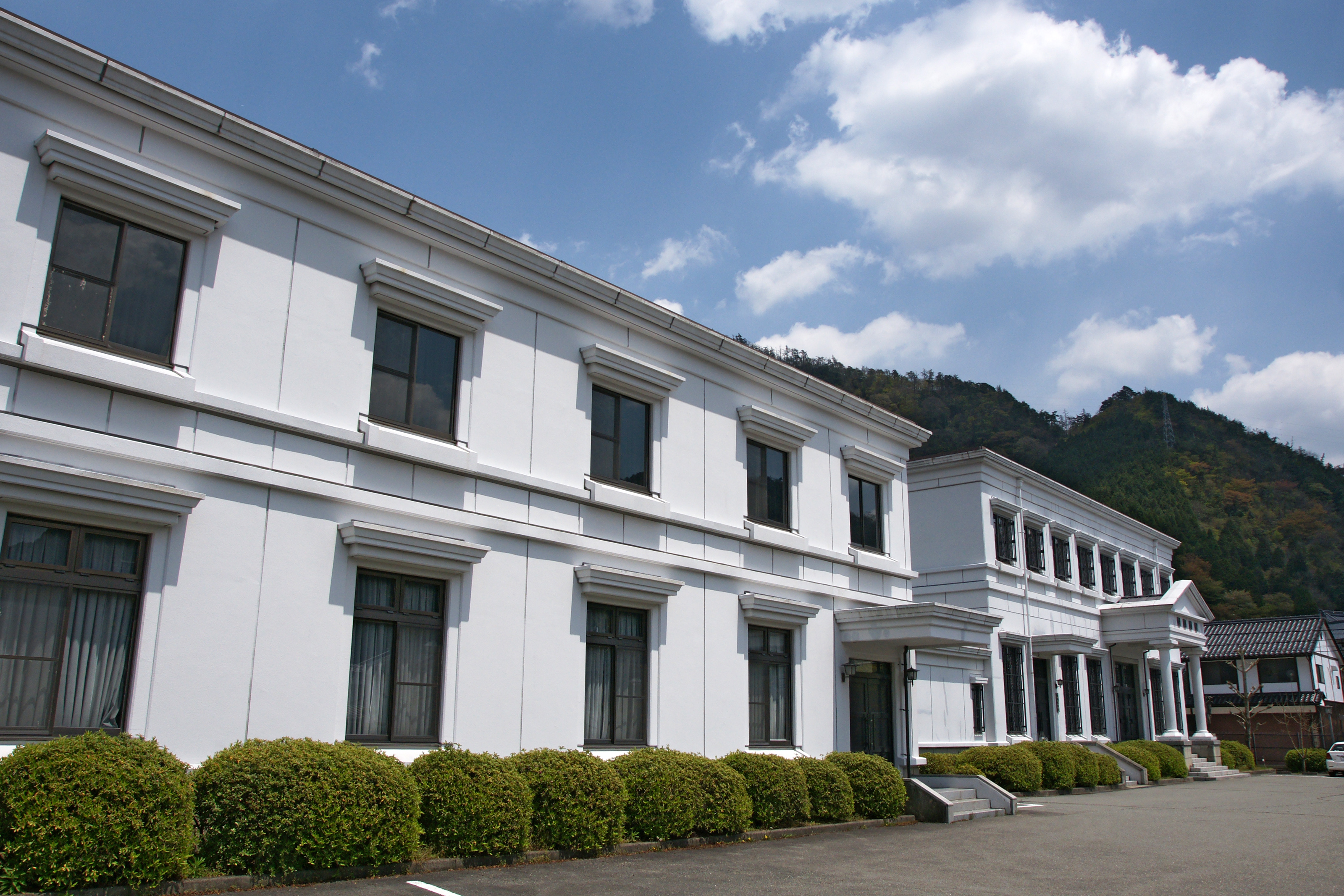
但陽会館

## 通り

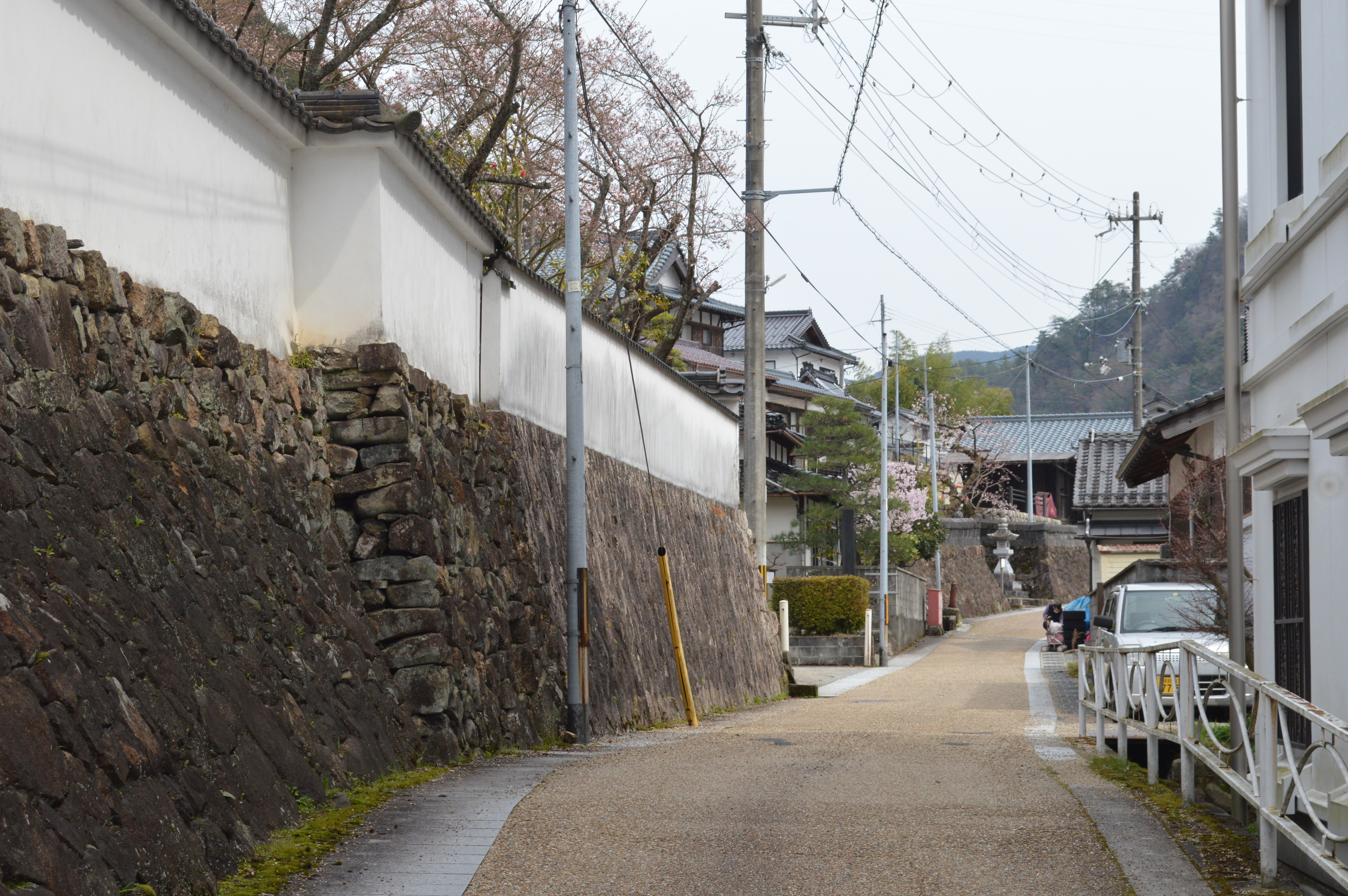
寺町通り

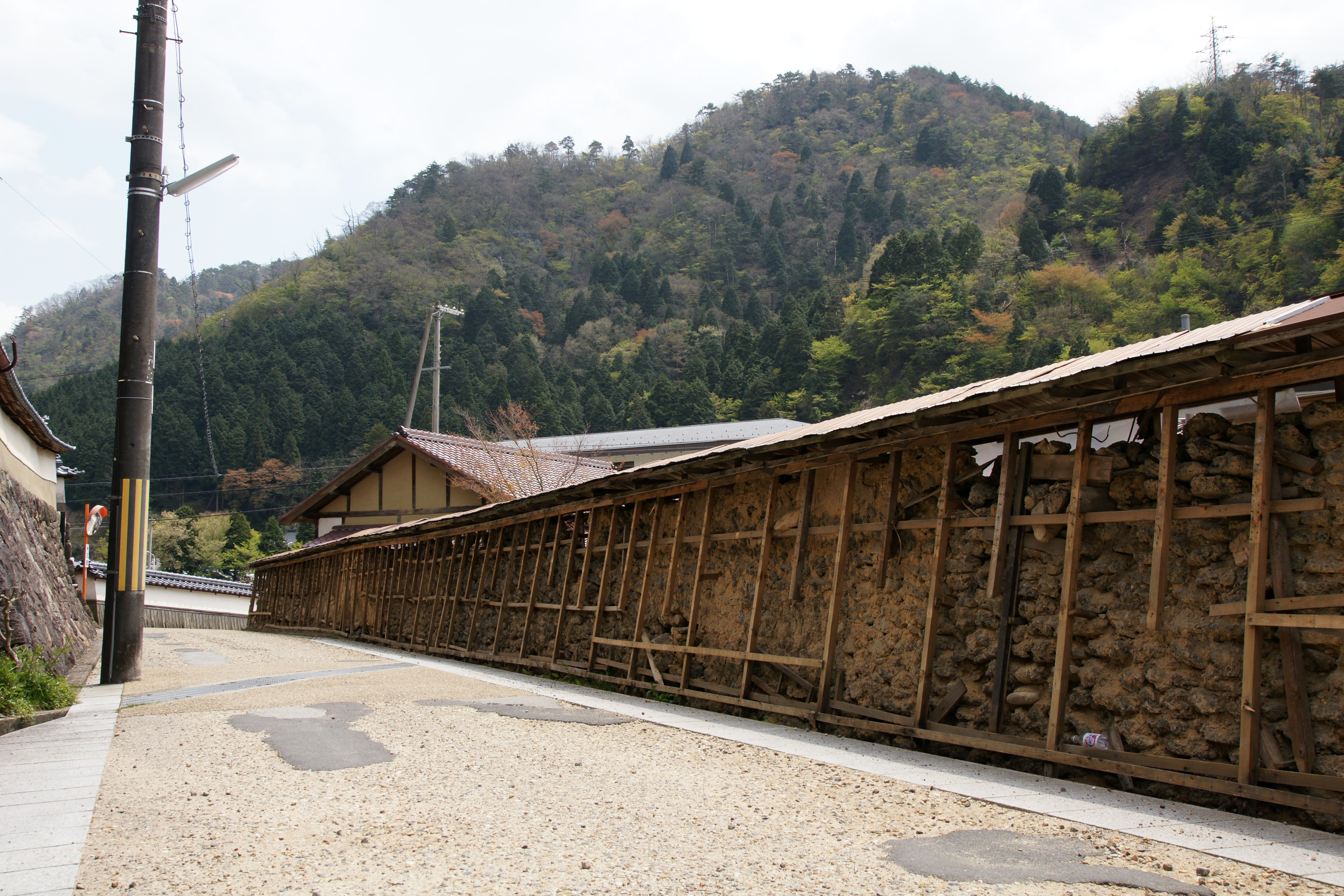
但馬口通り
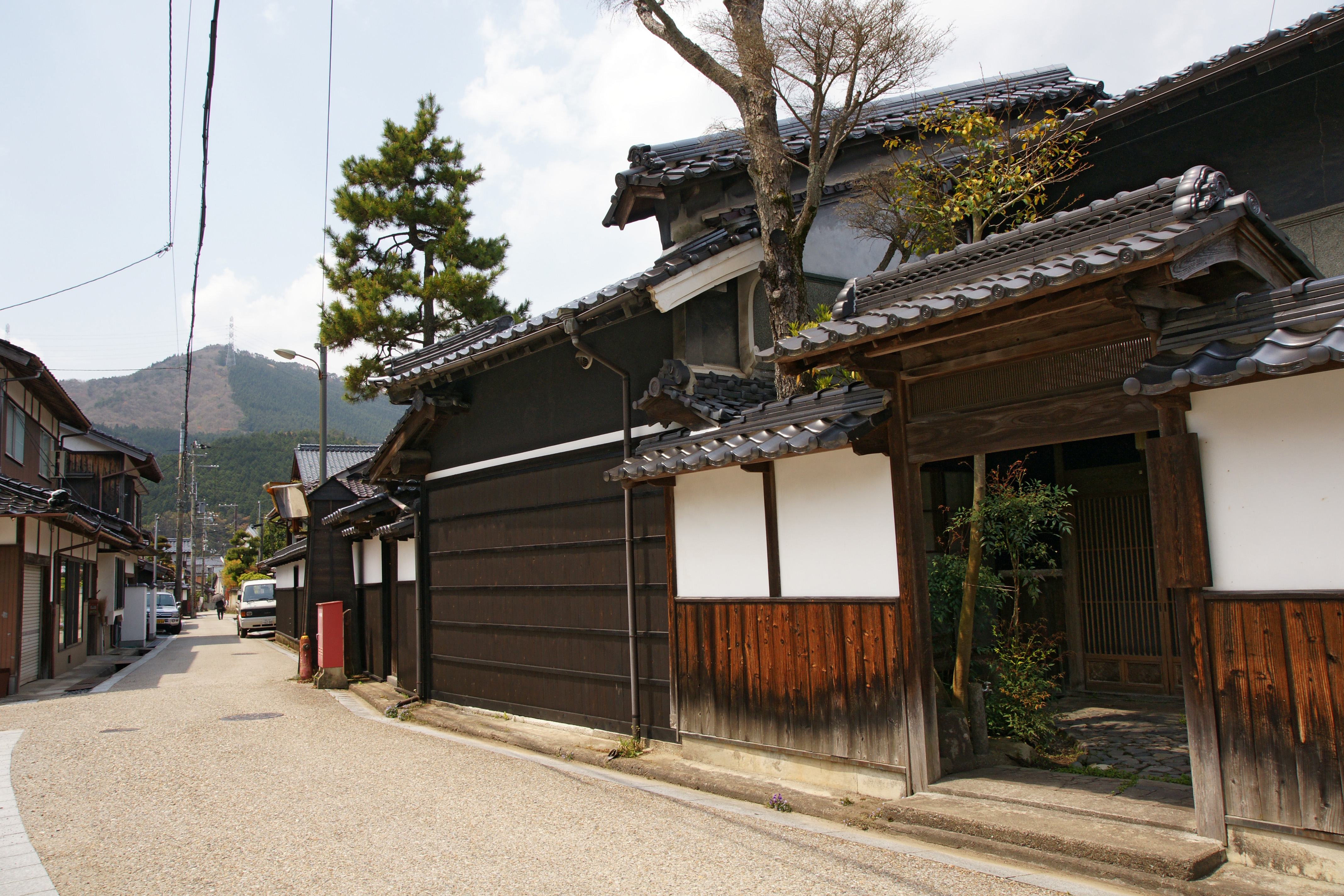
下小路通り（右はSUMCO生野クラブ）

- 御領所通り
- 寺町通り
- 日向通り
- 本町通り（国道429号）
- 下小路通り
- 宮町通り

- 日向通り
- 下小路通り（右はSUMCO生野クラブ）

## 交通アクセス
- JR播但線生野駅から徒歩